# Château de Montfort (Arches)
Pour les articles homonymes, voir Château de Montfort.
Le château de Montfort est un château situé sur la commune d'Arches dans le Cantal.

## Description
Le château est établi dans la plaine, dominant de loin les rives de la Dordogne et le plateau du Limousin. Il a été en grande partie reconstruit.

## Historique
Montfort et sans doute Ortigier à proximité ont fait partie des possessions de l'ordre du Temple en Auvergne.
En effet, Montfort apparait en 1293 dans les comptes du bailli royal d'Auvergne parmi les maisons de l'ordre du Temple (de preceptore de Montfort) mais n'est pas mentionnée dans les interrogatoires au cours du procès des templiers en Auvergne,. 
La première famille connue des seigneurs de Montfort s'appelait d'Austressal.

### Famille de Sartiges
- Noble Pierre d'Austressal, damoiseau de Mauriac, vendit en 1329 à Bertrand de Sartiges, seigneur du lieu, une partie du repaire de Montfort. Il s'en réservait l'autre partie et en prit le nom lorsqu'il rendit hommage au seigneur de Miremont. La chapelle du lieu est comprise dans un traité relatif à cet hommage qui est passé postérieurement en 1357. En 1346, il avait rendu hommage pour une autre partie de Montfort au commandeur hospitalier de Carlat[3],[4],[5].

### Famille de Las Vaisses alias de Battut
- Galéane de Bort de Pierrefitte, dame en partie de Montfort, est mariée à Guillaume de Las Vaisses, lorsqu'elle fait son testament à Montfort. Guillaume de Las Vaisses habite toujours le château de Montfort en 1361.

### Famille de Murat-Montfort
- Gabriele de Battu, dame de Montfort, épouse en 1527 Gabriel de Murat, seigneur de Serres et de Tissonières, quatrième fils de noble Philibert de Murat, seigneur de Rochemaure, et de Gabrielle de Sailhant. Il fit hommage au roi en 1540 et fut père de:
- Bertrand de Murat-Montfort, seigneur de Montfort, qui épouse en 1575 Catherine de Lévy, dont au moins un fils:
- Claude de Murat-Montfort épouse en 1599 Jacqueline de sartiges, fille de Pierre, seigneur de Lavandès, et d'Antoinette de Roux.
- François de Murat-Montfort épouse en 1647 Antoinette de Pélamourgues,
- Charles de Murat-Montfort, est appelé comme seigneur de Montfort, pour le ban de 1689, il se fait remplacer par Bertrand d'Humières, et il est rappelé en 1693.
- Antoine de Murat-Montfort, major au Régiment d'Orléans-dragons, était seigneur de Montfort en 1747. N'ayant pas d'enfant, il donne Montfort à son neveu Guillaume d'Humières.

### Famille d'Humières
- Guillaume d'Humières, son fils, est major au régiment d'Orléans-dragons[réf. souhaitée].

## Visites
Le château ne se visite pas.